# Dominika Banevič
Dominika Banevič (n. 8 iunie 2007, Vilnius, Lituania) este o sportivă ce a reprezentat Lituania, medaliată olimpică. A participat la o ediție a Jocurilor Olimpice (2024) în care a câștigat o medalie de argint.

## Participări
Lista de mai jos prezintă principalele competiții la care a participat Dominika Banevič de-a lungul carierei.
- Breakdance la Jocurile Olimpice de vară din 2024 - B-Girls